# Сухо (Грчка)
Сухо (грч. Σοχός, Сохос) је насељено место у општини Лагадина у периферији Средишња Македонија, Грчка. Према попису из 2021. године било је 1.979 становника.
Сухо је веома старо словенско насеље познато ,као и село Висока, по архаичном старословенском говору. Према бугарском географу и историчару, Василу Канчову, у Суху је 1900. године живело 2.600 Словена хришћана и 1.000 Турака. Године 1924. турско становништво је принудно исељено у Турску а на њихово место су насељене грчке избегличке породице, укупно 573 особа. На попису из 1940. године Сухо је имало 3.694 становника, од чега су Словени били апсолутна већина.